# Radio Slovakia International

Logo Rádia Slovakia International

Radio Slovakia International (zkráceně RSI, dříve známé pod názvem Slovak Radio) je vysílání Slovenského rozhlasu do zahraničí. Stanice vysílá v šesti jazycích, ve kterých informuje o dění na Slovensku, propaguje turistický ruch, kulturu národnostních menšin a upevňuje vztahy Slovenska s krajany žijících v zahraničí.

## Historie
Vysílání do zahraničí, tehdy ještě v rámci Československa, bylo zahájeno z rozhlasového studia Radiojournalu v Praze, kde se začalo vysílat pro krajany žijící v zahraničí. Nechyběly ani relace v českém a slovenském jazyce. Vysílání pokračovalo až do vyhlášení protektorátu Čechy a Morava a samostatného Slovenského štátu. Dne 16. června 1939 byla založena společnost Slovenský rozhlas, spol. s r.o., který vysílání do zahraničí obnovil již 5. října 1940. V roce 1948 byl Slovenský rozhlas, spol. s r.o. zrušen a vznikl Československý rozhlas.
V den rozdělení ČSFR na samostatnou Českou a Slovenskou republiku vznikl 1. ledna 1993 Slovenský rozhlas. Ten vysílání do zahraničí s názvem Slovak Radio na krátkých vlnách obnovil již o tři dny později.. Půlhodinová relace se začala vysílat anglicky, rusky, francouzsky, španělsky, německy a samozřejmě také slovensky.
Po roce 2004 se Slovenský rozhlas potýkal s problémy ve financování a bylo zvažováno zastavení vysílání, nebo přerušení vysílání na krátkých vlnách. Nakonec bylo s platností od 1. dubna 2004 rozhodnuto snížit výkon krátkovlnných vysílačů na 150kW.
Vysílání na krátkých vlnách po roce 2006 zcela zaniklo. Vysílání dál probíhalo přes internet, satelit a partnerskou síť WRN.

## Možnosti příjmu
Vysílání Radio Slovakia International je aktuálně šířeno prostřednictvím satelitního vysílání v Evropě přes družicový systém Astra 3A (23,5°E), a v Severní Americe prostřednictvím družice Galaxy 19 (97°W), dále pak v sítích partnera WRN (World Radio Network). Vysílání na krátkých vlnách bylo kvůli neefektivnosti ukončeno po roce 2006.